# Sermersooq

Lägeskarta

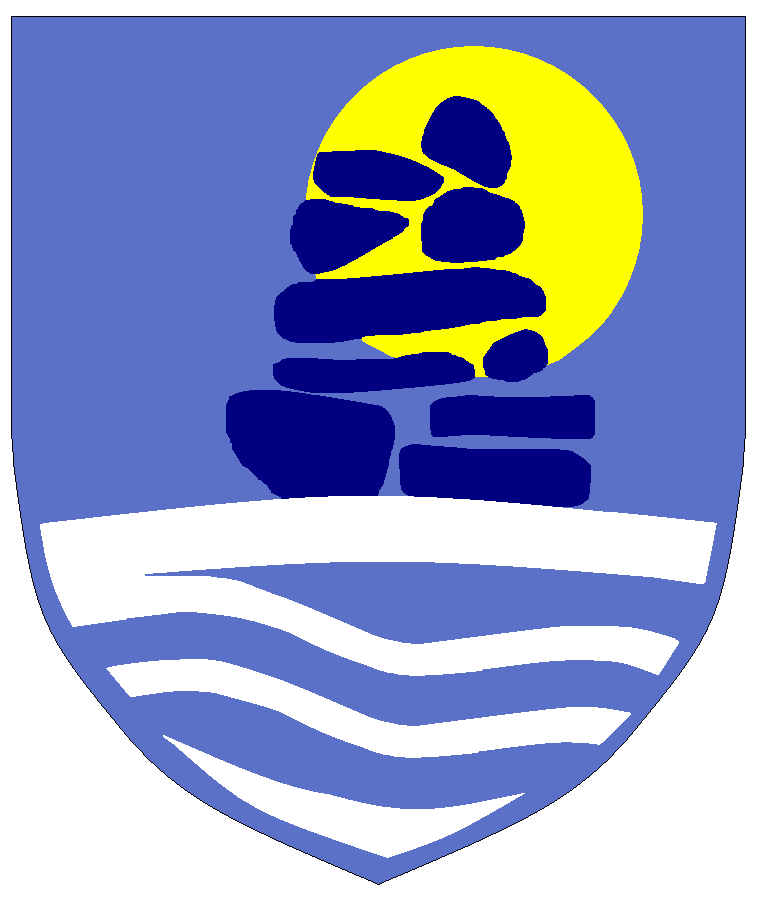
Kommunens vapen

Sermersooq (Kommuneqarfik Sermersooq) är en av Grönlands fem kommuner. Kommunen ligger i territoriets mellersta sydvästra del och är Grönlands folkrikaste.

## Geografi
Kommunen har en yta på cirka 573 300 km² med cirka 23 000 invånare. Befolkningstätheten är cirka 0,04 invånare/km².
Kommunen inrättades 2009 då kommunerna Ammassalik, Ittoqqortoormiit, Ivittuut, Nuuk och Paamiut slogs ihop.

## Förvaltning
Kommunens ISO 3166-2 kod är GL-SM och huvudort är Nuuk som också är territoriets huvudort. Kommunen är ytterligare underdelad i fyra städer (byer) och nio områden (bygder).

### Städer och bygder i kommunen
- Arsuk
- Isortoq

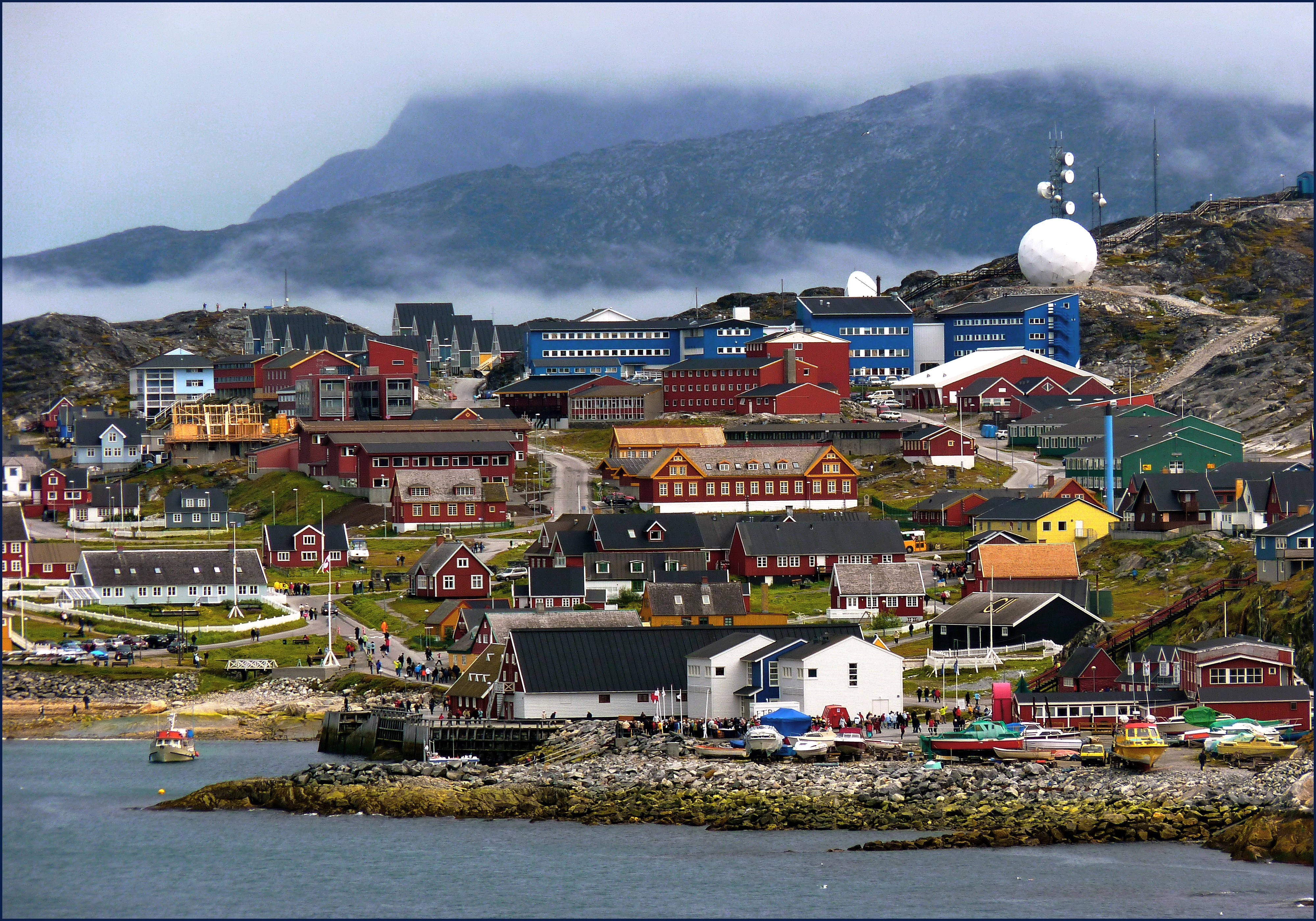
Vy över Nuuk

- Ittoqqortoormiit (stad, danska Scoresbysund)
- Kangilinnguit (Grønnedal)
- Kapisillit
- Kulusuk (Kap Dan)
- Kuummiut
- Nuuk (stad, danska Godthåb)
- Paamiut (stad, danska Frederikshåb)
- Qeqertarsuatsiaat (Fiskenæsset)
- Sermiligaaq
- Tasiilaq (stad, danska Ammassalik)
- Tiniteqilaaq